# السکلومول
اِلـِـسکلومول (انگلیسی: Elesclomol) دارویی است که موجب آپوپتوز (مرگ برنامه‌ریزی‌شدهٔ سلول) در سلول‌های سرطانی می‌شود. این دارو توسط شرکت‌های دارویی «گلاکسواسمیت‌کلاین» و «سینتا فراماسوتیکال» در حال ساخت است و به عنوان داروی کمکی در درمان «ملانومای متاستازداده» بکار خواهد رفت.
ابتدا در یک کارآزمایی بالینی فاز ۲ تصادفیِ کنترل‌شده و کوچک، افزایش معناداری در بقایِ عاری از بیماری (progression-free survival) در رژیم ترکیبی این دارو با پاکلیتاکسل مشاهده شد. سپس در سال ۲۰۱۳ میلادی، کارآزمایی بالینی فاز ۳ این دارو، به سبب آنکه در آن، افزایش معناداری در بقایِ عاری از بیماری مشاهده نگشت، نیمه‌کاره رها شد.
مکانیسم اثر این دارو، ایجادِ «تنش اکسیداتیو» (Oxidative stress) در درون سلول‌های سرطانی، از طریق القا و تجمع «گونه‌های اکسیژن فعال» (Reactive oxygen species یا همان ROS) است.